# Hubert de Montaigu
Pour les articles homonymes, voir Montaigu.
Hubert de Montaigu est un homme politique français né le 28 novembre 1877 au château de la Bretesche à Missillac (Loire-Atlantique) où il est décédé le 6 juin 1959.

## Biographie
Fils de Pierre de Montaigu et petit-fils de Charles de Wendel, Hubert de Montaigu est élève de l'École militaire de Saint-Cyr, il promu lieutenant et, démissionnaire, succède à son père en 1910. Il est réélu en 1914, mais ne se représente pas en 1919. Il redevient député de 1928 à 1940. Le 10 juillet 1940, il vote les pleins pouvoirs au maréchal Pétain.
Il est également maire de Missillac et conseiller général de la Loire-Atlantique pour le canton d'Herbignac. Déchu de son mandat de maire et déclaré inéligible à la Libération, il cède sa place de maire à son épouse Hedwige, élue de 1945 à 1947. Après l'amnistie de 1952, il redevient maire de Missillac jusqu'à sa mort.
Il épouse ensuite Hedwige d'Alsace d'Hénin-Liétard (nièce de Thierry d'Alsace de Hénin-Liétard), dont un fils, Philippe, marquis de Montaigu.
Avec son épouse, il crée, à partir de la Maison Saint-Charles fondée en 1898 par ses parents, l'Association Maison Saint-Charles en 1946, association d'assistance auprès des personnes âgées et des personnes malades.

## Sources
- « Hubert de Montaigu », dans le Dictionnaire des parlementaires français (1889-1940), sous la direction de Jean Jolly, PUF, 1960 [détail de l’édition]